# Европейский морской ангел
Европейский морской ангел, или обыкновенный морской ангел, или европейская скватина (лат. Squatina squatina) — вид акул рода плоскотелых акул одноимённого семейства отряда скватинообразных. Эти акулы встречаются прибрежных водах северо-восточной Атлантики на глубине до 150 м. Максимальная зарегистрированная длина 183 см, возможно больше. У них уплощённые голова и тело, внешне они похожи на скатов, но в отличие от последних жабры скватин расположены по бокам туловища и рот находится в передней части рыла, а не на вентральной поверхности. Эти акулы размножаются путём яйцеживорождения. Подобно прочим скватинам европейские морские ангелы ведут ночной образ жизни и охотятся из засады. Рацион состоит из небольших донных рыб и беспозвоночных. В целом эти акулы не опасны для человека, но будучи потревоженными могут нанести серьезные раны. Представляют интерес для коммерческого рыбного промысла.

## Таксономия и филогенез
Впервые вид был научно описан Карлом Линнеем в 10-м издании «Системы природы». Голотип он не назначил. Проведённый в 2010 году анализ на основании митохондриальной ДНК установил, что близкородственным видом европейскому морскому ангелу является обыкновенный морской ангел. Эти два вида образуют единую кладу с некоторыми азиатскими скватинами.

## Ареал
Европейские морские ангелы обитают в умеренных водах северо-восточной Атлантики от южного побережья Норвегии и Швеции до Западной Сахары и Канарских островов, в том числе у берегов Великобритании, в Средиземном и Чёрном морях. В недавнем прошлом этот вид был истреблён в Северном море и на большей части севера Средиземного моря. Эти донные акулы встречаются на континентальном шельфе, предпочитая мягкий субстрат, например, песок или ил, на глубине до 150 м. Иногда они заходят в солоноватые воды. Европейские морские ангелы, принадлежащие к северной популяции, летом мигрируют на север, а зимой возвращаются в южные воды.

## Описание
Голова и тело сильно сплющены, рыло короткое и затуплённое, рот расположен на конце головы, вооружен коническими острыми зубами, позади глаз имеются большие брызгальца; мигательной перепонки нет, жаберные отверстия отчасти прикрыты основаниями широких, удлиненных по направлению к голове грудных плавников; спинных плавников 2, они сдвинуты к хвосту; анального плавника нет; кожа шероховатая с шипами. Грудные и брюшные плавники уплощены и имеют характерную для скватин крыловидную форму. Нижняя лопасть хвостового плавника крупнее верхней. Хвостовой плавник короткий. Зубы мелкие, острые, одинаковой формы. Рыло над глазами усеяно мелкими шипами. У небольших особей вдоль позвоночника по туловищу пролегает ряд шипов. Ноздри обрамлены неразветвлёнными усиками и слегка бахромчатыми складками кожи. Окраска буроватая с пятнами. Максимальная зарегистрированная длина 2,4 м (самки) и 1,8 м (самцы).

## Биология
Европейские морские ангелы ведут ночной образ жизни и днём неподвижно лежат на дне под слоем осадков так, что остаются видны лишь глаза. Ночью они становятся более активны и начинают плавать у дна. Летом у берегов Гран Канария эти акулы собираются группами до нескольких сотен особей. На европейских морских ангелах паразитируют Grillotia smaris-gora, G. angeli и Christianella minuta, трематоды Pseudocotyle squatinae, моногенеи Leptocotyle minor и равноногие рачки Aega rosacea.
Европейские морские ангелы охотятся из засады. Их рацион в основном состоит из донных костистых рыб, главным компонентом являются камбаловые, хотя их добычей могут стать скаты и беспозвоночные. Эти акулы питаются европейскими мерлузами, пагелями Pagellus erythrinus, помадазиевыми рода ворчунов, ботусами, цитарами, европейскими солеями, обыкновенными кальмарами, лекарственными каракатицами, головоногими моллюсками рода Sepiola, крабами Dromia personata, Medorippe lanata, Geryon trispinosus, Goneplax rhomboides, Liocarcinus corrugatus и Atelecyclus rotundatus. В желудках некоторых исследованных особей находили водоросли и останки морских птиц (однажды был обнаружен целый большой баклан). Некоторые акулы выбирают определённый индивидуальный участок обитания, наиболее удобный для засады, на котором они остаются по нескольку дней.
Европейские морские ангелы размножаются яйцеживорождением. У самок имеются два функциональных яичника, в правом содержится больше ооцитов и, соответственно, развивается больше эмбрионов. Подобная функциональная асимметрия не встречается у прочих скватин. В отличие от других акул, у которых вителлогенез протекает одновременно с беременностью, у скватин процесс образования желтка начинается в середине беременности. Зрелые яйцеклетки, имеющие 8 см в поперечнике, лишены внешней оболочки. Репродуктивный цикл длится 2 года, овуляция происходит весной. В помёте от 7 до 25 новорожденных длиной 24—30 см. Численность помёта напрямую коррелирует с размером самки. У молодых морских ангелов беременность длится 8—10 месяцев. В Средиземном море роды случаются с декабря по февраль, у берегов Великобритании в июле. Самцы и самки достигают половой зрелости при длине 0,8—1,3 м и 1,3—1,7 м соответственно.

## Взаимодействие с человеком
В целом скватины не опасны для человека, однако, будучи потревоженными или при поимке они способны нанести серьёзные раны. Когда люди приближаются к ним под водой, они, как правило, остаются неподвижными или уплывают прочь, хотя зарегистрирован случай, когда морской ангел кружил вокруг дайвера с открытым ртом. Рыбакам следует быть особо осторожными. В 1776 году в выпуске British Zoology Томас Пеннан писал, что эти акулы «крайне свирепы, к ним опасно приближаться. Мы знаем одного рыбака, чья нога была ужасно растерзана крупной особью этого вида, которую он неосторожно схватил на мелководье, поймав в сети».
Люди с давних пор использовали морских ангелов. Древнегреческие авторы, такие как Дифилус и Мнезитеус, писали, что у этих акул «лёгкое» и «хорошо усваиваемое» мясо. Плиний Старший в своей Естественной истории отмечал, что грубая кожа морских ангелов ценится ремесленниками, которые с её помощью полируют дерево и слоновую кость. Аристотель описывал некоторые биологические особенности этого вида, в частности сообщал, что они рожают живых детёнышей, а также несмотря на сходство чётко отличал их от скатов. Мясо европейских морских ангелов и сегодня используют в пищу, кроме того используют жир печени, а из остатков вырабатывают рыбную муку.
Из источников XIX и XX столетий известно, что морские ангелы водились в изобилии у побережья Западной Европы. Яррел (1836), Дэй (1880—04) и Гастэнг (1903) отмечали, что эти акулы распространены в водах Британских островов, а Рэй писал в 1928 году, что они часто встречаются у Пиренейского полуострова и в Средиземном море. Однако со 2-й половины 20 века этот вид подвергался серьёзному давлению со стороны коммерческого рыболовства. Будучи донными рыбами, населяющими прибрежные воды, морские ангелы всех возрастов легко попадаются в донные тралы, трёхстенные сети и донные ярусы. Медленная скорость воспроизводства мешает им противостоять снижению популяции.
Численность морских ангелов быстро снизилась практически по всему ареалу. Считается, что в Северном море и в северной части Средиземного моря они полностью истреблены, а в остальных местах встречаются крайне редко. В ходе международной программы исследования траления в Средиземном море, проведённой с 1995 по 1999, за 9281 сеансов траления было поймано всего два морских ангела. Другое исследование, проведённое Итальянской Национальной программой тогда же, дало результат 38 морских ангелов за 9281 сеансов траления. Данные, собранные Рабочей группой по вопросам пластиножаберных, показывают, что с 1998 года в северо-восточной Атлантике морские ангелы отсутствуют. Полагают, что в водах Ирландии осталось не более дюжины особей этого вида. Здоровые субпопуляции морских ангелов пока существуют у берегов Северной Африки и на Канарских островах, хотя необходима более тщательная оценка.
Международный союз охраны природы присвоил этому виду статус «На грани исчезновения».